# Nam Karelia
Nam Karelia là một vùng thuộc miền nam Phần Lan, thủ phủ là thành phố Lappeenranta. Năm 2023, vùng có dân số là 125.128 người–đứng thứ 16 ở Phần Lan và có điện tích đất liền là 5.326,37 km² (2021). Bên cạnh thủ phủ Lappeenranta, vùng còn có một trung tâm đô thị khác là thành phố Imatra.
Vùng Bắc Savo tiếp giáp với:
- các vùng Bắc Karelia và Nam Savo về phía tây bắc;
- Liên bang Nga về phía đông nam;
- vùng Kymenlaakso về phía tây nam;

Về mặt hành chính, vùng Nam Karelia thuộc phần phía nam của tỉnh cũ Karelia, nằm bên trong ranh giới của Phần Lan theo hòa ước Moskva; về mặt văn hóa và lịch sử, vùng Nam Karelia có mối liên hệ với tỉnh cũ Viipuri nhiều hơn.